# Könyvgyűjtők Erdélyben
Könyvgyűjtők Erdélyben (1918–1990). Könyvbarátok azok, akik előre meghatározott terv szerint válogatják ki, szerzik meg és őrzik könyveiket, különös tekintettel azok történeti, esztétikai vagy szakmai értékére. Ide számítanak elsősorban a régi kiadványok, könyvritkaságok, díszkiadások, dedikált példányok iránt érdeklődők; számukra készül a többnyire sajátos kötésű, számozott bibliofil kiadvány. A luxus-könyvek gyűjtői mellett elismert könyvgyűjtők azok a szakemberek is, akik foglalkozásuk vagy érdeklődésük szerint állítják össze a könyvtárukat.

## Jeles könyvgyűjtők
Jeles könyvgyűjtő volt Aradon Kara Győző tanár, kinek helytörténeti könyvtárának magvát az 1848–49-es forradalom és szabadságharc helyi vonatkozású nyomtatványai alkották; Jakabffy Elemér, a lugosi Magyar Kisebbség szerkesztője nemzetközi viszonylatban is számottevő szakkönyvtárat teremtett a kisebbségi kérdés tárgyköréből; Nagyváradon Turnowsky Sándor, akinek társadalomtudományi szakkönyvtárát 1944 tavaszán, internálása után a város vezetősége törvényhatósági határozattal nyilvánította védetté. Kolozsvárt Diamant Izsó több ezer kötetes magánkönyvtárát európai hírű metszetgyűjteménnyel is kiegészítette, melynek nagy részét ex librisek alkották. S akadtak különc könyvgyűjtők is: így Aradon Márton Sándor szabómester az angol és francia klasszikusokat gyűjtötte eredeti kiadásban, s emellett hanglemezritkaságai is voltak, Marosvásárhelyen Láni Oszkár zenei kiadványokon és ritka könyveken kívül nagy mennyiségű ponyvát, főként krimit halmozott fel.

## A magángyűjtemények sorsa
Az értékes magángyűjtemények számos esetben akár vétel, akár letétbehelyezés vagy örökség útján külön megjelölt testként illeszkednek be a nyilvános könyvtárakba. Így kerültek be Gaál Gábor szerkesztőségi és főleg filozófiai könyvei a kolozsvári Egyetemi Könyvtárba, s így vált a Teleki Téka megkülönböztetett jelzésű vagy elhelyezésű tartozékává a Bolyai-hagyaték, Antalffy Endre orientalisztikai vagy Turnowsky Sándor folyóirat-sorozatokat tartalmazó könyvgyűjteménye.
A két világháborút követő átmeneti években sok gyűjtő értékes tulajdonát érte súlyos károsodás vagy teljes pusztulás. Így ment veszendőbe Bánffy Miklós híres Goethe-gyűjteménye, Jakabffy Elemér kisebbségtudományi, Kós Károly irodalmi könyvtára, de az elhalálozások esetén nemegyszer az utódok kezéből szóródott szét sok értékes könyvállomány. Antikváriusok útján ismeretlen új gyűjtők tulajdonába került a temesvári Fülöp Béla luxuskiadványokban bővelkedő magánkönyvtára, Kolozsvárt Terhes Gyula nyomdai kollekciója vagy Walter Gyula Erdély két világháború közötti teljes magyar irodalmi könyvtermését tartalmazó egykori gyűjteménye, Dán István örököse pedig papirosként adta el a munkásfolyóiratok százait.
Hasonló pusztulásokkal ellentétben egészükben családi vagy baráti megőrzésben maradt többek közt Gálffy Mózes, Kelemen Béla, Szabó T. Attila nyelvészeti könyvtára, Szentimrei Jenő irodalomtörténeti gyűjteménye, Nagy Miklós mezőgazdasági, Takács Lajos jogtudományi, Tulogdy János földtani könyvöröksége.

## 1990-es évek eleje
Az 1990-es évek elején a könyvgyűjtők közé számíthatók mind a humán, mind a reáltudományok romániai magyar kutatóinak és ápolóinak százai, de akadnak olyan különleges gyűjtők is, mint az eszperantó, az ex libris-kollekciók vagy akár a keresztrejtvény-gyűjtemények gyarapítói.

## Lásd még
- Könyvtár Erdélyben